# 3 (liczba)
3 (trzy) – liczba naturalna następująca po 2 i poprzedzająca 4. 3 jest też cyfrą wykorzystywaną do zapisu liczb w różnych systemach liczbowych, np. w  ósemkowym, dziesiętnym i szesnastkowym.
3 jest jedyną liczbą, która jest sumą liczb naturalnych mniejszych od niej tzn. 1+2=3 
Cechą podzielności przez 3 liczby zapisanej w systemie dziesiętnym jest podzielność sumy jej cyfr przez 3, np. 
123456789 → 1+2+3+4+5+6+7+8+9 = 45; 45 : 3 = 15; 15 → 1+5 = 6

45 → 4+5 = 9
Liczby 45, 9 i 6 są podzielne przez 3, więc liczba 123456789 jest podzielna przez 3.
3 jest drugą liczbą pierwszą, najmniejszą liczbą pierwszą i nieparzystą równocześnie, najmniejszą spośród wszystkich liczb bliźniaczych, pierwszą liczbą Fermata oraz pierwszą liczbą Mersenne’a.

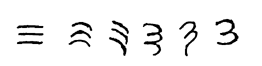
Zapis liczby 3 zmieniający się w czasie

## 3 w geometrii
- Liczba różnych boków najmniejszego wielokąta (trójkąta).
- Liczba różnych wierzchołków najmniejszego wielokąta.
- Liczba różnych wysokości najmniejszego wielokąta.
- Postrzegamy świat jako mający 3 wymiary.
- zaokrąglenie do jedności liczby π.

## 3 w nauce
- Liczba atomowa litu.
- Messier 3 - obiekt na niebie.
- Galaktyka NGC 3.
- Planetoida (3) Juno.
- Protony i neutrony składają się z 3 kwarków.
- Istnieją 3 podstawowe stany skupienia.

## 3 w kulturze
Chrześcijaństwo:
- Bóg występuje w Trzech Osobach.
- Trzeciego dnia Bóg stworzył ląd i rośliny.
- Trzeciego dnia zmartwychwstał Chrystus.

## 3 w kalendarzu
3. dniem w roku jest 3 stycznia. Zobacz też, co wydarzyło się w 3 roku n.e. oraz 3 roku p.n.e.
3. miesiącem w roku jest marzec.